# Address Unknown
Address Unknown è un film del 1944 diretto da William Cameron Menzies.